# 怪盗紳士アルセーヌ・ルパン
『怪盗紳士アルセーヌ・ルパン』（かいとうしんしアルセーヌ・ルパン、原題：Arsène Lupin）は、1971年と1973年 - 1974年にフランス・ドイツ・オランダ・イタリア・スイス・オーストリア・ベルギー・カナダ共同で製作されたテレビドラマ。日本国内でDVDが販売されているが、かつて放送された日本語吹き替え版ではなく、フランス語音声・日本語字幕版である。

## 概要
原作に忠実という訳ではなく、登場人物などかなり改変されている。また原作にはないオリジナルのエピソードもあり、悲劇的な描写は省かれ、全編にわたってコメディタッチで仕上げられている。
主演のルパン役を務めたジョルジュ・デクリエールは、「コメディ・フランセーズ」の国民的俳優で、彼の演じるルパン役はフランスでも大評判となった。DVD解説によると、ルパン役を演じて以来、役柄とデクリエール本人を混同されてしまい、訪れたレストランなどでは来客たちが（ルパンに掏られていないか）慌てて財布の所在を確かめたという。
第2シリーズでは、原作者のルブランがモデルとしたエトルタ海岸の「エギーユ・クルーズ（大針岩）」を実際にロケし、実物の「奇巌城」が画面に登場する。このエトルタには原作者ルブランの親族が記念館を開設しており、館内ではデクリエールのアナウンスなどが聴けるそうである。

## 登場人物
アルセーヌ・ルパン
演 - ジョルジュ・デクリエール
世界的に有名な怪盗。日本語吹き替えは納谷悟朗が担当した。
グロニャール
演 - イヴォン・ブシャール
ルパンの部下。原作では登場しない作品もあるが、このシリーズでは全話に登場する。
ニコラ
ルパンの部下。原作には登場しないオリジナルキャラクター。
ゲルシャール
演 - ロジェ・カレル
パリ警視庁の警視。原作のガニマール警部に相当するキャラクター。三枚目的な役回り。
警視総監
演 - イヴ・ブランヴィル（第1話）→ベルナール・ラヴァレット（第2話）→レーモン・ジェローム（第3話）→ジャック・ヒリング（第4話）→ジャック・モノー
ゲルシャール警視の上司。
エルロック・ショルメス
演 - アンリ・ヴァルロジュー
世界的に有名な名探偵。名前は、シャーロック・ホームズのアナグラム。
ウィルソン
演 - マルセル・デュディクール（第3話）→イヴェ・バルザック（第14話・第17話・第18話）
ショルメスのパートナー。名前は、ジョン・H・ワトスンのスペル違い。
ナターシャ
演 - マルト・ケラー
ルパンの愛人。本作のオリジナルキャラクター。
ドラ・ベイクフィールド
演 - キャスリン・アッカーマン
ルパンに協力するスリの名人。
イジドール・ボートルレ
演 - ベルナール・ジロード
新聞記者。『奇巌城』で探偵としてルパンと対決する。
モーリス・ルブラン
演 - ラウール・デ＝マネ
ルパンの伝記作家。

## サブタイトル一覧

### 第1シリーズ（1971年）
- 第1話　水晶の栓／LE BOUCHON DE CRISTAL

原作は『水晶の栓』。強敵ドーブレック役はDaniel Gélin。
- 第2話　特捜班ビクトール／VICTOR, DE LA BRIGADE MONDAINE

原作は『特捜班ビクトール』。
- 第3話　ルパン対ホームズ／ARSENE LUPIN CONTRE HERLOCK SHOLMES

原作は『ルパン対ホームズ』の「金髪の美女」（「ブロンドの貴婦人」）。
- 第4話　ルパン逮捕される／L'ARRESTATION DE ARSENE LUPIN

原作は『怪盗紳士ルパン』の「アルセーヌ・ルパンの逮捕」、「獄中のアルセーヌ・ルパン」、「アルセーヌ・ルパンの脱獄」。
- 第5話　バーネット探偵社／L'AGENCE BARNETT

原作は『バーネット探偵社』の「金歯の男」、「十二枚の株券」、「白い手袋…白いゲートル」。
- 第6話　緑の目の令嬢／LA DEMOIDELLE YEUX VERTS

原作は『緑の目の令嬢』。
- 第7話　断たれた鎖／LA CHAINE BRISEE
- 第8話　二つの微笑をもつ女／LA FEMME AUX DEUX SOURIRES

原作は『二つの微笑をもつ女』。
- 第9話　カリフの怪獣 -ユダヤのランプより／LA CHIMERE DU CALIFE

原作は『ルパン対ホームズ』の「ユダヤのランプ」。
- 第10話　或る女／UNE FEMME CONTRE ARSENE LUPIN
- 第11話　カリオストロの七つの環／LES ANNEAUX DE CAGLIOSTRO
- 第12話　トンビュル城の絵画／LES TABLEAUX DE TORNBULL
- 第13話　ハートの7／LE SEPT DE COEUR

原作は『怪盗紳士ルパン』の「ハートの7」。

### 第2シリーズ（1973年 - 1974年）
- 第14話　ホームズの挑戦／HERLOCK SHOLMES LANCE UN DEFI

原作は『怪盗紳士ルパン』の「王妃の首飾り」、「遅かったシャーロック・ホームズ」。
- 第15話　ルパンのバカンス -『813』より／ARSENE LUPIN PREND DES VACANCES

原作は『813』。
- 第16話　奇巌城 -ジェーブル伯爵邸の怪事件／LE MYSTERE DE GESVRES

原作は『奇巌城』の前半部分。
- 第17話　奇巌城 -エギーユの秘密／LE SECRET DE L'AIGUILLE

原作は『奇巌城』の後半部分。
- 第18話　黒い帽子の怪人 -バール・イ・ヴァ荘より／L'HOMME AU CHAPEAU NOIR

原作は『バール・イ・ヴァ荘』。
- 第19話　赤い絹のスカーフ／L'ECHARPE DE SOIE ROUGE

原作は『ルパンの告白』の「赤い絹のスカーフ」。
- 第20話　謎の家／LA DEMEURE MYSTERIEUSE

原作は『謎の家』。
- 第21話　八点鐘／LES HUIT COUPS DE L'HORLOGE

原作は『八点鐘』の「塔のてっぺんで」。
- 第22話　羽根飾り帽子の貴婦人／LA DAME AU CHAPEAU A PLUMES
- 第23話　ロッテンブルクの踊り子／LA DANSEUSE DE ROTTENBURG
- 第24話　怪しげなフィルム／LE FILM REVELATEUR
- 第25話　ダブル・ゲーム／DOUBLE JEU
- 第26話　アンベール夫人の金庫／LE COFFRE FORT DE MADAME IMBERT

原作は『怪盗紳士ルパン』の「アンベール夫人の金庫」。